# Marcel Dunan
Marcel Dunan, né le 1er janvier 1885 à Paris, où il est mort le 7 octobre 1978, est un historien français.

## Biographie
Ancien élève de l'École normale supérieure, il est professeur d'histoire de la Révolution et de l'Empire à la Sorbonne de 1946 à 1955, et directeur de l'Institut d'histoire de la Révolution française. Il est élu membre de l'Académie des sciences morales et politiques en 1947.
Il a été président de l'Institut Napoléon de 1947 à 1974.

## Principales publications
- L'Été bulgare, notes d'un témoin, juillet-octobre 1915 (1917)
- Saisons (1919)
- L'Autriche (1921), prix Montyon de l’Académie française en 1922
- Le Drame balkanique de 1915. L'Automne serbe. Notes d'un témoin. (1932)
- Napoléon et l'Allemagne, le système continental et les débuts du royaume de Bavière 1806-1810 (1942), prix Durchon-Louvet de l’Académie française
- Histoire universelle, publiée sous la direction de Marcel Dunan (1960)

Éditions
- Las Cases : Le Mémorial de Sainte-Hélène (2 volumes, 1951)

Traductions
- Raoul Auernheimer : Le Marchand de secrets (1924)
- Paul Zifferer : La Ville impériale (1924)
- Leo Stein et Belá Jenbach : La Mazourka bleue, opérette en trois actes (1929)